# Sucha (Strzelce Opolskie)
Sucha (deutsch Suchau, 1936–1945 Strelau) ist eine Ortschaft in Oberschlesien. Der Ort liegt in der Gemeinde Strzelce Opolskie im Powiat Strzelecki in der Woiwodschaft Oppeln.

## Geographie

### Geographische Lage
Das Straßendorf Sucha liegt etwa acht Kilometer nordwestlich von der Kreis- und Gemeindestadt Strzelce Opolskie (Groß Strehlitz) und 24 Kilometer östlich von der Woiwodschaftshauptstadt Opole (Oppeln). Der Ort liegt in der Nizina Śląska (Schlesischen Tiefebene) innerhalb der Równina Opolska (Oppelner Ebene).

### Nachbarorte
Nachbarorte von Sucha sind im Osten Rozmierz (Rosmierz), im Süden Szymiszów (Schimischow) und im Westen Sucho-Danietz (Suchodaniec).

## Geschichte
Die Ortschaft wurde 1311 erstmals als Sucha erwähnt. Anfang des 16. Jahrhunderts wurde eine steinerne Kirche im Ort errichtet.
1861 zählte der Ort Suchau 406 Einwohner. 1865 zählte das Dorf ein Vorwerk, vier Freibauern, 12 Gärtner und acht Häusler. 1874 wurde der Amtsbezirk Schimischow gegründet, welcher die Landgemeinden Rosmierz, Schimischow und Suchau und die Gutsbezirke Rosmierz, Suchau Vorwerk und Tenczinau Vorwerk umfasste.
Bei der Volksabstimmung in Oberschlesien am 20. März 1921 stimmten 43 Wahlberechtigte für einen Verbleib bei Deutschland und 251 für Polen. Auf Gut Suchau stimmten 22 Personen für Deutschland und 52 für Polen. Suchau verblieb beim Deutschen Reich. 1933 lebten im Ort 730 Einwohner. Am 12. November 1936 wurde der Ort in Strelau umbenannt. 1939 hatte der Ort 815 Einwohner. Bis 1945 befand sich der Ort im Landkreis Groß Strehlitz.
1945 kam der bisher deutsche Ort unter polnische Verwaltung und wurde in Sucha umbenannt und der Woiwodschaft Schlesien angeschlossen. 1950 kam der Ort zur Woiwodschaft Oppeln. 1999 kam der Ort zum wiedergegründeten Powiat Strzelecki.

## Sehenswürdigkeiten

### Bartholomäuskirche
Die römisch-katholische Bartholomäuskirche (poln. Kościół św. Bartłomieja) wurde Anfang des 16. Jahrhunderts errichtet. 1682 wurde der Kirchenbau saniert. 1959 wurde das Langhaus der Kirche erweitert. Die Kirche besitzt eine barocke Innenausstattung. Der Kirchenbau steht seit 1966 unter Denkmalschutz.

### Weitere Sehenswürdigkeiten
- Gotische Backsteinkapelle
- Steinerne Wegekreuze

## Vereine
- Deutscher Freundschaftskreis
- Freiwillige Feuerwehr OSP Sucha

## Söhne und Töchter des Ortes
- Johann Jacob Cramer (1705–1770), Flötist und Geiger bei der kurfürstlichen Hofmusik in Mannheim
- Otto Bethke (1892–1948), deutscher Jurist und Politiker